# Czingler Zsolt
Czingler Zsolt (1971. április 28. –) fedett pályás világbajnoki bronzérmes, hétszeres magyar bajnok (1992, 1995–2000)  hármasugró. Országos csúcstartó (szabadtéri ugrás 17,24 m).
Az 1989-es junior Eb-n hatodik helyezést ért el. 1990-ben a junior vb-n tizedik volt. Az 1993-as atlétikai világbajnokságon a 31. helyen végzett. A következő évben az Európa-bajnokságon 11. lett. Az 1995-ös vb-n érvényes kísérlet nélkül kiesett a selejtezőben. Az 1996. évi nyári olimpiai játékokon 24. volt a selejtezőben. Az 1997-es fedett pályás atlétikai világbajnokságon a selejtezőben 13. lett. Az 1997-es atlétikai világbajnokságon nem jutott tovább a selejtezőből. Ugyanebben az évben az universiadén 12. helyezést szerzett. Az 1998-as fedett pályás atlétikai Európa-bajnokságon kilencedik volt, majd a Budapesti Európa-bajnokságon hetedikként zárt. Az 1999-es fedett pályás atlétikai világbajnokságon bronzérmes volt. A világbajnokság nem jutott döntőbe. A 2000-es fedett pályás atlétikai Európa-bajnokságon negyedik lett. A 2000. évi nyári olimpiai játékokon kiesett a selejtezőben. 

## Rekordjai
Szabadtér
- 15,59 m (1988. augusztus 13., Nyíregyháza) országos ifjúsági csúcs[4]
- 15,93 m (1989, Budapest) országos ifjúsági csúcs[5]
- 16,01 m (1990, Budapest) országos junior csúcs[6]
- 17,24 m (1998. május 31., Tivoli) magyar csúcs[7]

Fedett pálya
- 15,20 m (1988, Budapest) országos fedett pályás ifjúsági csúcs
- 15,82 m (1990, Budapest) országos fedett pályás junior csúcs[8]
- 16.39 m (1994, Budapest) országos fedett pályás utánpótlás csúcs